# Menfi

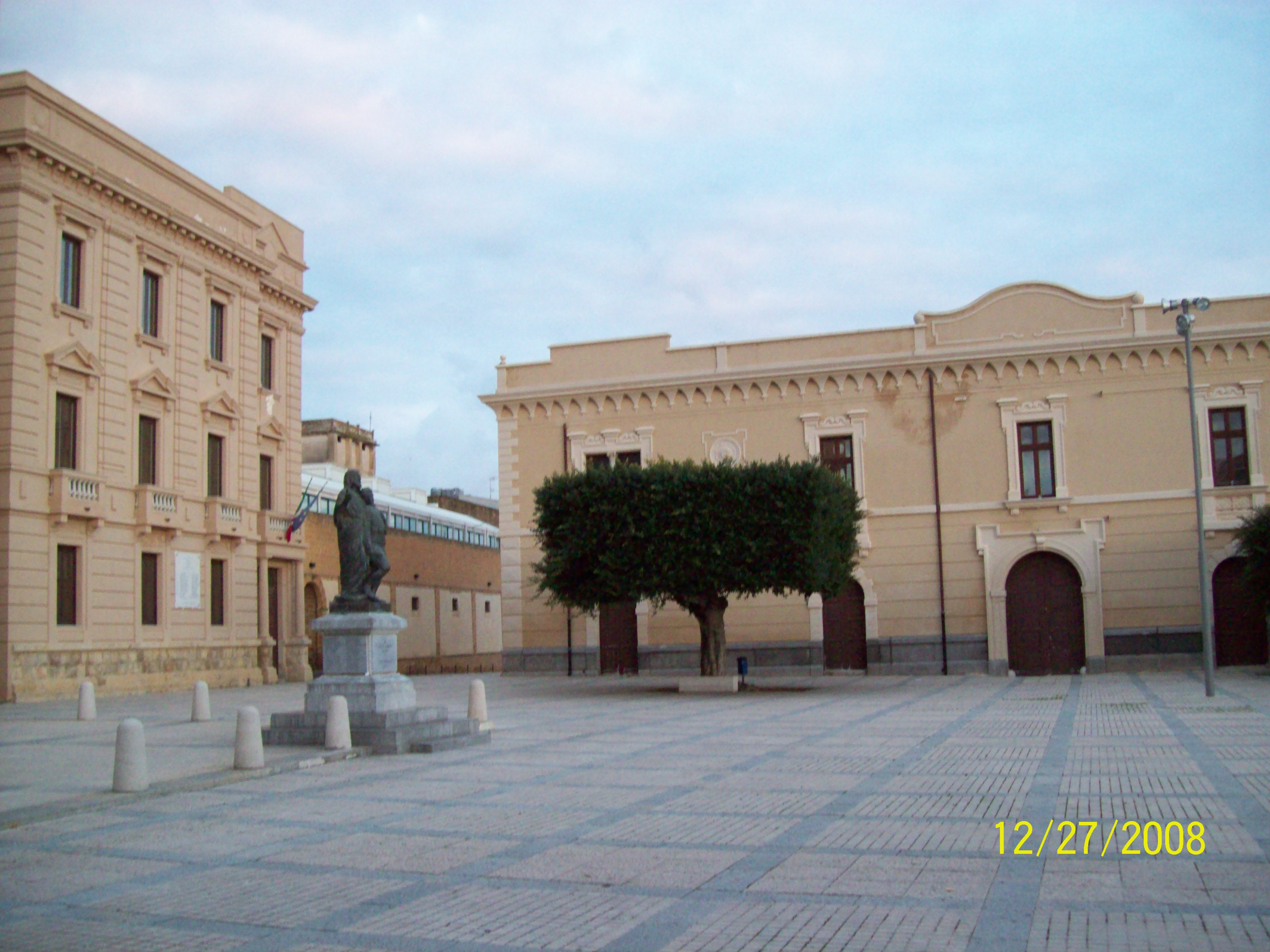
Menfi

Menfi is een gemeente in de Italiaanse provincie Agrigento (regio Sicilië) en telt 12.934 inwoners (31-12-2004). De oppervlakte bedraagt 113,2 km², de bevolkingsdichtheid is 114 inwoners per km².

## Demografie
Menfi telt ongeveer 4865 huishoudens. Het aantal inwoners daalde in de periode 1991-2001 met 3,5% volgens cijfers uit de tienjaarlijkse volkstellingen van ISTAT.
| Jaar | Inwoneraantal |
| ---- | ------------- |
| 1991 | 13.251        |
| 2001 | 12.783        |

## Geografie
De gemeente ligt op ongeveer 119 m boven zeeniveau.
Menfi grenst aan de volgende gemeenten: Castelvetrano (TP), Montevago, Sambuca di Sicilia, Santa Margherita di Belice, Sciacca.

## Geboren
- Salvatore Puccio (1989), wielrenner